# Circars

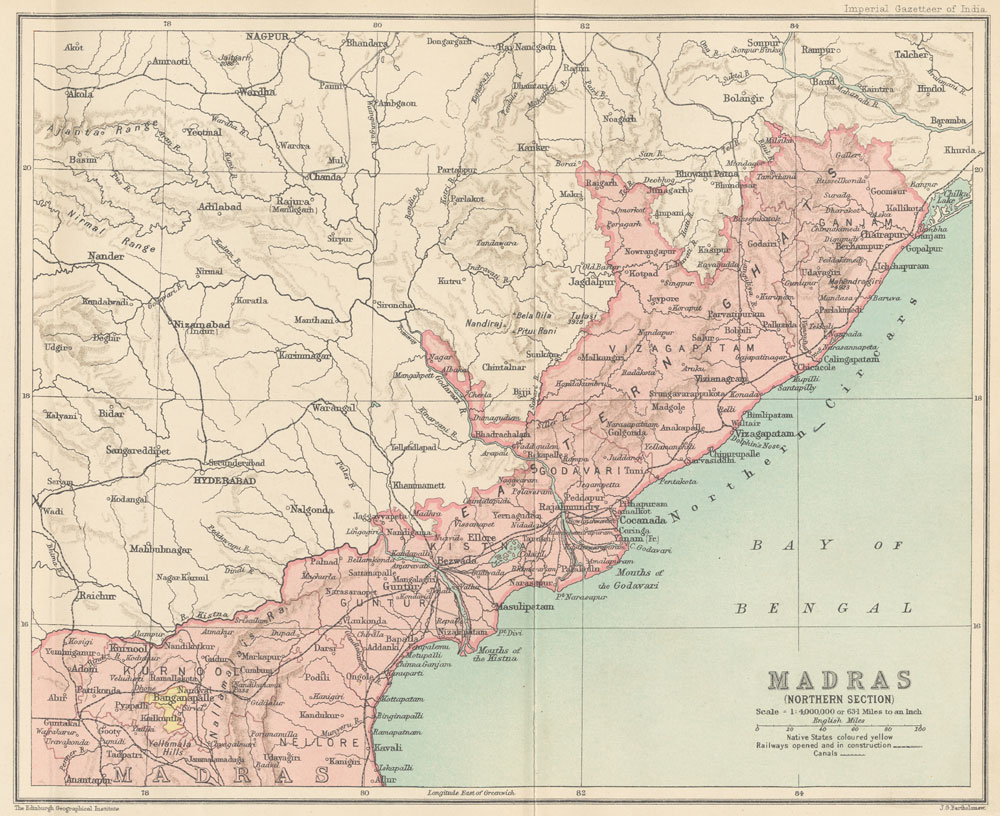
Mapa de la zona costanera durant el domini britànic (1909).

Circars (derivat de Sarkar, una divisió administrativa) fou una regió de l'Índia que comprenia la zona costanera de la presidència de Madras, concretament als districtes de Ganjam, Vizagapatam, Godavan, Kistna, i part de Nellore i Karnul (Kurnool); el seu límit era al nord el llac Chilka i al sud el riu Gandlakamma. Fou denominat sota domini musulmà per Kalinga, Telingana i Andhra. Els britànics ho van anomenar els Circars del Nord (The Northern Circars).
Del segle v al XI va estar sota domini dels reis d'Orissa (els Kesari o reis lleó); al segle XII va governar la dinastia Gajapati (o reis elefant) excepte al sud on van governar els Narapatis (senyors dels homes). Al segle XV lluites successòries van portar a la intervenció dels musulmans quan un dels pretendents va demanar ajut als bahmànides de Dècan i fou instal·lat al tron estenent els seus dominis (com a tributari) sobre Kondapalli (Condapilly), Rajamahendri (Rajahmundry) i Ellore, fins al que fou el districte britànic d'Ellore al sud.
Eliminada la dinastia bahmànida al segle XVI i el poder va passar als kutubshàhides de Golconda fins que el 1687 va caure en poder d'Aurangzeb encara que el domini mogol fou llunyà i poc efectiu. Al començament del segle XVIII es va crear la suba de Dècan i el Asaf Jah I nomenà dos lloctinents per governar les províncies costaneres: Anwar al-Din, després nawab del Carnàtic, fou nomenat governador de Chicacole i la zona del nord, i Rustam Khan governador de Rajamahendri i la part del sud.
En aquest temps els Circars del Nord abraçaven les 5 divisions de Chicacole, Kondapalli, Rajamahendri, Ellore i Gantur (Guntoor); Chicacole o Kalinga (els posteriors districtes de Vizagapatam i Ganjam) fou dividida en tres subgoverns: Ichhapur, Kasimkota i Chicacole, amb el riu Pundi com a límit nord; aquesta divisió fou anomenada pels musulmans com Gulchanabad. Rajamahendri s'estenia a Coconada, i al sud fins al riu Kistna i havia Kondapalli i les terres al sud fins Ellore; encara més al sud, a Ongole, hi havia Gantur (Guntoor). A més a més la zona de la costa coneguda com a Masulipatam Havili, estava en poder dels sobirans amb capital a Masulipatam, principal fortalesa dels Circars del Nord. Els noms musulmans no van arrelar.
El 1750 el nizam Muzaffar va cedir Masulipatam i terres adjacents als francesos als que devia el tron i el 1752 el seu successor Salabat Jang, va estendre la cessió a tots els Circars del Nord. Bussy en fou nomenat governador però amb l'oposició a alguns llocs i especialment a Chicacole i Bobbili, de Vijayaram, Raja de Vijayanagar.
Anandaraj Gajapati, el successor, va buscar l'ajut dels britànics però aquestos no el van donar ocupats com estaven a Madras (assetjada pels francesos) i va cedir els Circars al nawab de Bengala. Robert Clive va enviar un exèrcit al sud, va derrotar els francesos i va assaltar Masulipatam; un tractat signat amb Salabat Jang, va cedir llavors tot el territori depenent de Masulipatam, uns 130 km de llarg i 30 d'ample, als britànics.
El 1761 Nizam Ali va substituir Salabat i el 1762 va oferir quatre dels Circars a la Companyia Britànica de les Índies Orientals a canvi d'ajut militar, oferta que fou refusada, però el 1766 la Companyia va obtenir tots els cinc Circars de la cort imperial de Delhi. Per assegurar el domini fou ocupada la fortalesa de Kondapalli i es va signar un tractat d'aliança amb el nizam a Hyderabad (12 de novembre de 1766) en el qual a canvi dels Circars la Companyia es comprometia a mantenir tropes per ajudar el nizam quan aquest ho demanés. Gantur (o Kondavir, com també era anomenada) va restar com a estat personal vitalici pel germà del nizam Basalat Jang.
Dos anys més tard el nizam es va aliar a Haidar Ali de Mysore, i la Companyia va imposar al nizam un nou tractat (1 de març de 1768) on es reconeixia la validesa de la cessió dels Circars feta per la cort de Delhi i renunciava als Circars excepte Gantur rebent un subsidi anual de 50.000 lliures. El 1769 els britànics van assolir el control directe dels Circars i el 1778 Gantur fou arrendada per un tractat especial a Basalat Jang de manera vitalícia. El 1779 el nizam es va tornar a aliar a Haidar Ali al·legant que la Companyia no feia els pagaments deguts. La Companyia va entregar Gantur de manera vitalícia a Basalat Jang fins a la seva mort el 1782 però de fet fins al 1788 no va passar al domini directe britànic, i llavors el subsidi es va apujar a 70.000 lliures.
El 1823 es va establir definitivament el subsidi i els Circars van esdevenir finalment territori britànic de ple dret.